# پیونیر (تنسی)
پیونیر (به انگلیسی: Pioneer) یک منطقهٔ مسکونی در ایالات متحده آمریکا است که در شهرستان کمبل، تنسی واقع شده‌است. پیونیر ۴۷۲٫۱۴ متر بالاتر از سطح دریا واقع شده‌است.